# Francesco Stella (attore)
Francesco Stella (Erice, 18 marzo 1974) è un attore italiano.

## Biografia
Dal 1994 al 1997 frequenta vari stages di recitazione. Dopo aver iniziato a lavorare in teatro, sia come attore che come assistente alla regia, nel 1998 gira la prima stagione de Il commissario Montalbano, andata in onda nel 1999 su Rai Due, in cui è l'agente Gallo, ruolo che interpreta anche l'anno successivo, nella seconda stagione. Successivamente continua ad alternare il lavoro di attore con quello di assistente alla regia. Inoltre gira vari spot pubblicitari e nel 1999 è protagonista del videoclip Che cosa penserai di me di Pino Daniele.
Tra i suoi lavori televisivi, ricordiamo: la serie TV L'ispettore Giusti (1999), regia di Sergio Martino, le soap opera Un posto al sole e CentoVetrine, la miniserie TV Don Gnocchi - L'angelo dei bimbi (2004), regia di Cinzia TH Torrini, e i film TV Sant'Antonio di Padova (2002), regia di Umberto Marino, e La notte breve (2006), regia di Camilla Costanzo e Alessio Cremonini.
Per il cinema ha partecipato al film Besame mucho (1999), regia di Maurizio Ponzi, ed è stato protagonista di alcuni cortometraggi, tra cui: Il regalo di Natale (2002), regia di Daniele De Plano, vincitore di molti concorsi per cortometraggi e finalista ai David di Donatello 2003, come miglior cortometraggio.

## Filmografia

### Cinema
- Besame mucho, regia di Maurizio Ponzi (1999)
- Parabole imperfette, regia di Daniele De Plano (1999)
- Il regalo di Natale, regia di Daniele De Plano (2002)
- Kappaò, regia di Michele Rovini (2002)
- L'uomo di vetro, regia di Stefano Incerti (2007)

### Televisione
- L'ispettore Giusti – serie TV (1999)
- Il commissario Montalbano – serie TV (1999-2000)
- In crociera, regia di Roberto Quagliano (2000)
- Il commissario – serie TV (2002)
- Sant'Antonio di Padova, regia di Umberto Marino – film TV (2002)
- Un posto al sole – soap opera (2002)
- Casa famiglia 2 – serie TV (2003)
- Don Gnocchi - L'angelo dei bimbi, regia di Cinzia TH Torrini – miniserie TV (2004)
- CentoVetrine – soap opera (2004)
- La squadra – serie TV (2005)
- La notte breve, regia di Camilla Costanzo e Alessio Cremonini (2006)
- Nati ieri – serie TV (2006)
- Vivere – soap opera (2007)
- Ho sposato uno sbirro – serie TV (2007)
- R.I.S. - Delitti imperfetti – serie TV, episodio 5x17 (2009)
- Occhio a quei due, regia di Carmine Elia – film TV (2009)
- Don Matteo – serie TV, episodio 7x15 (2009)
- La Certosa di Parma, regia di Cinzia TH Torrini – miniserie TV (2012)
- L'accarezzatrice, regia di Giorgia Würth – booktrailer (2014)
- Un passo dal cielo 3 – serie TV (2015)
- Solo per amore – serie TV (2015-2017)

### Videoclip
- Che cosa penserai di me, regia di Sergio Pappalettera - Pino Daniele (1999)